# Viatcheslav Kamoltsev
Viatcheslav Anatoliévitch Kamoltsev (en russe : Вячеслав Анатольевич Камольцев) est un footballeur et entraîneur de football russe né le 14 décembre 1971 à Kourgan.

## Biographie

### Carrière de joueur
Né et formé à Kourgan, Viatcheslav Kamoltsev fait ses débuts professionnels au sein de l'équipe locale du Torpedo (en) à l'âge de 17 ans lors de la saison 1988 en troisième division soviétique. Il reste par la suite au club jusqu'en 1991, disputant 102 matchs pour 23 buts marqués entre la troisième et la quatrième division.
Transféré au Dinamo-Gazovik Tioumen en 1992, il fait la même année ses débuts en première division russe, jouant son premier match contre l'Ouralmach Iekaterinbourg le 12 avril 1992 avant d'inscrire son premier but quelques semaines plus tard face au Lokomotiv Moscou le 5 mai. Il dispute en tout 26 matchs cette année-là pour quatre buts marqués, ce qui n'empêche pas la relégation du club en fin d'exercice. Restant à Tioumen la saison suivante, il contribue à la remontée de l'équipe en terminant meilleur buteur de la zone Est de la deuxième division remportée par les siens avec 22 buts marqués. Lui et son équipe retrouvent par la suite l'élite à l'issue des barrages de promotion. Il aide au maintien du club  lors de la saison 1994 en marquant sept buts en 28 matchs. Son année 1995 est quant à elle plus décevante, Kamoltsev étant notamment suspendu des terrains pendant dix matchs en cours de saison pour avoir insulté un arbitre lors de la rencontre contre l'Ouralmach Iekaterinbourg le 24 mai 1995. Il quitte finalement Tioumen à l'issue de la saison tandis que le club est à nouveau relégué en deuxième division.
Recruté en 1996 par le Torpedo Moscou, il s'impose rapidement comme titulaire au sein de l'équipe, prenant part à l'intégralité des rencontres de la saison 1996 durant laquelle il marque neuf buts. Il effectue dans la foulée ses débuts en coupe d'Europe au cours de l'été en disputant trois rencontres de Coupe UEFA, pour un but marqué contre l'Hajduk Split. Utilisé de manière plus irrégulière lors du passage d'Aleksandr Tarkhanov au poste d'entraîneur durant les saisons 1997 et 1998, l'arrivée de Vitali Chevtchenko lors de l'exercice 1999 voit Kamoltsev retrouver une place de titulaire à la pointe de l'attaque tandis qu'il connaît cette année-là sa meilleur saison dans l'élite avec 12 buts marqués en 30 rencontres, ce qui lui permet de se placer septième au classement des buteurs. En début d'année 2000, Kamoltsev quitte brièvement la Russie pour rallier la Turquie et le Kocaelispor où il termine la saison 1999-2000. Il fait par la suite son retour au Torpedo Moscou à l'été 2000 avant de rester au club jusqu'en fin d'année 2001.
Après son départ de Moscou, il signe en faveur du Tchernomorets Novorossiisk en deuxième division pour la saison 2002. Il y inscrit cette année-là 20 buts en 30 matchs de championnat, terminant meilleur buteur à égalité avec Davit Chaladze, tandis que le Tchernomorets finit deuxième et accède à l'élite. Malgré un exercice 2003 décevant en championnat, qui se conclut par la relégation du club en fin d'année, l'équipe réalise malgré tout un parcours notable dans la coupe de la Ligue où elle atteint la finale avant d'être vaincue par le Zénith Saint-Pétersbourg. Kamoltsev prend activement part à cette campagne en marquant trois buts en six rencontres, dont un lors du match retour de la finale. À l'issue d'une saison 2004 difficile qui voit le club stagner dans le bas de classement, il quitte Novorossiisk en fin d'année.
Après un bref passage au FK Orel en début d'année 2005, Kamoltsev passe ensuite un an sous les couleurs du Spartak Chtchiolkovo en troisième division entre 2005 et 2006. Il effectue par la suite un bref retour au Tchernomorets Novorossiisk pour la fin d'année 2006 avant de mettre un terme définitif à sa carrière en début d'année 2007, à l'âge de 35 ans. Un jubilé est organisé en son honneur au mois de juillet 2008 dans sa ville natale de Kourgan.

### Carrière d'entraîneur
Devenant par la suite entraîneur, il devient à partir de 2008 entraîneur dans les équipes de jeunes du FSM Moscou. Il décroche au mois de février 2020 une licence UEFA A et obtient quelques jours plus tard son premier poste d'entraîneur principal en prenant la tête de l'Inter Tcherkessk. Il n'a cependant l'opportunité de diriger qu'un seul match avant l'interruption définitive du championnat de troisième division en raison de la pandémie de Covid-19 en Russie.
Au début du mois de juillet, Kamoltsev devient entraîneur du FK Iessentouki dans la même division, alors que le club fait ses débuts au niveau professionnel. Il quitte ses fonctions à la mi-octobre alors que l'équipe se trouve dans le bas de classement du groupe 1.

## Statistiques
| Saison                | Club                       | Championnat           | Championnat | Championnat | Coupe(s) nationale(s) | Coupe(s) nationale(s) | Compétition(s) continentale(s) | Compétition(s) continentale(s) | Compétition(s) continentale(s) | Total | Total |
| Saison                | Club                       | Division              | M.          | B.          | M.                    | B.                    | Comp.                          | M.                             | B.                             | M.    | B.    |
| 1988                  | Torpedo Kourgan            | D3                    | 12          | 0           | -                     | -                     | -                              | -                              | -                              | 12    | 0     |
| 1989                  | Zaouralié Kourgan          | D3                    | 24          | 4           | -                     | -                     | -                              | -                              | -                              | 24    | 4     |
| 1990                  | Zaouralié Kourgan          | D4                    | 28          | 4           | -                     | -                     | -                              | -                              | -                              | 28    | 4     |
| 1991                  | Sibir Kourgan              | D4                    | 38          | 15          | -                     | -                     | -                              | -                              | -                              | 38    | 15    |
| Sous-total            | Sous-total                 | Sous-total            | 102         | 23          | -                     | -                     | -                              | -                              | -                              | 102   | 23    |
| 1992                  | Dinamo-Gazovik Tioumen     | D1                    | 26          | 4           | 1                     | 0                     | -                              | -                              | -                              | 27    | 4     |
| 1993                  | Dinamo-Gazovik Tioumen     | D2                    | 31          | 23          | 3                     | 0                     | -                              | -                              | -                              | 34    | 23    |
| 1994                  | Dinamo-Gazovik Tioumen     | D1                    | 28          | 7           | 1                     | 0                     | -                              | -                              | -                              | 29    | 7     |
| 1995                  | Dinamo-Gazovik Tioumen     | D1                    | 17          | 2           | -                     | -                     | -                              | -                              | -                              | 17    | 2     |
| Sous-total            | Sous-total                 | Sous-total            | 102         | 36          | 5                     | 0                     | -                              | -                              | -                              | 107   | 36    |
| 1996                  | Torpedo-Loujniki Moscou    | D1                    | 34          | 9           | 1                     | 0                     | C3                             | 3                              | 1                              | 38    | 10    |
| 1997                  | Torpedo-Loujniki Moscou    | D1                    | 30          | 3           | 3                     | 2                     | CI                             | 6                              | 1                              | 39    | 6     |
| 1998                  | Torpedo Moscou             | D1                    | 20          | 2           | 2                     | 0                     | -                              | -                              | -                              | 22    | 2     |
| 1999                  | Torpedo Moscou             | D1                    | 30          | 12          | 1                     | 0                     | -                              | -                              | -                              | 31    | 12    |
| Sous-total            | Sous-total                 | Sous-total            | 114         | 26          | 7                     | 2                     | -                              | 9                              | 2                              | 130   | 30    |
| 1999-2000             | Kocaelispor                | D1                    | 13          | 3           | 1                     | 0                     | -                              | -                              | -                              | 14    | 3     |
| 2000                  | Torpedo Moscou             | D1                    | 5           | 0           | 1                     | 0                     | C3                             | 1                              | 0                              | 7     | 0     |
| 2001                  | Torpedo Moscou             | D1                    | 25          | 3           | 2                     | 0                     | C3                             | 1                              | 0                              | 28    | 3     |
| Sous-total            | Sous-total                 | Sous-total            | 43          | 6           | 4                     | 0                     | -                              | 2                              | 0                              | 49    | 6     |
| 2002                  | Tchernomorets Novorossiisk | D2                    | 30          | 20          | -                     | -                     | -                              | -                              | -                              | 30    | 20    |
| 2003                  | Tchernomorets Novorossiisk | D1                    | 23          | 4           | 8                     | 3                     | -                              | -                              | -                              | 31    | 7     |
| 2004                  | Tchernomorets Novorossiisk | D2                    | 18          | 5           | 1                     | 1                     | -                              | -                              | -                              | 19    | 6     |
| Sous-total            | Sous-total                 | Sous-total            | 71          | 29          | 9                     | 4                     | -                              | -                              | -                              | 80    | 33    |
| 2005                  | FK Orel                    | D2                    | 10          | 2           | -                     | -                     | -                              | -                              | -                              | 10    | 2     |
| 2005                  | Spartak Chtchiolkovo       | D3                    | 18          | 11          | -                     | -                     | -                              | -                              | -                              | 18    | 11    |
| 2006                  | Spartak Chtchiolkovo       | D3                    | 11          | 7           | -                     | -                     | -                              | -                              | -                              | 11    | 7     |
| 2006                  | Tchernomorets Novorossiisk | D3                    | 16          | 6           | -                     | -                     | -                              | -                              | -                              | 16    | 6     |
| Sous-total            | Sous-total                 | Sous-total            | 55          | 26          | -                     | -                     | -                              | -                              | -                              | 55    | 26    |
| Total sur la carrière | Total sur la carrière      | Total sur la carrière | 487         | 146         | 25                    | 6                     | -                              | 11                             | 2                              | 523   | 154   |

## Palmarès
Dinamo-Gazovik Tioumen
- Meilleur buteur de la zone Est de la deuxième division russe en 1993 (22 buts).

 Tchernomorets Novorossiisk
- Meilleur buteur de la deuxième division russe en 2002 (20 buts).
- Finaliste de la Coupe de la Ligue en 2003.